# Sense senyal
Sense senyal (en rus Мира; transcrit com a Mira) és una pel·lícula russa del 2022 de ciència-ficció i catàstrofes dirigida per Dmitri Kisseliov, protagonitzada per Veronika Ustimova i Anatoli Beli. S'ha doblat i subtitulat al català.

## Argument
La pel·lícula narra la història d'una noia, Lera Arabova, que viu a Vladivostok. El seu pare treballa a l'òrbita espacial Mira i s'està allunyant progressivament de la seva filla. De sobte, una pluja de meteorits cau sobre la seva ciutat, i Lera decideix aleshores unir-se amb el seu pare per salvar casa seva.

## Repartiment
- Veronika Ustimova: Valeria "Lera" Arabova
- Anatoli Beli: Arabov, un astronauta
- Aleksandr Petrov: Egor, el germà petit de la Valeria
- Ievgueni Iegorov: Mixa, l'amic de la Valeria
- Dària Moroz: Svetlana, la mare de la Valeria
- Maksim Lagaixkin: Borís, el padrastre de la Valeria
- Kirill Zàitsev: Antonov, un astronauta
- Ígor Khripunov: Riabinov, un amic de l'Arabov i l'Antonov
- Andrei Smoliakov: Fomin, un oficial
- Kristina Korbut: Òlia
- Marina Burtseva: Tània